# Command & Conquer: Red Alert 2
A Command & Conquer: Red Alert 2 egy valós idejű stratégiai játék, amit a Westwood Studios fejlesztett és 2000. október 23-án jelent meg PC-re. A játék az 1996-ban megjelent Command & Conquer: Red Alert folytatása. A történet az 1970-es évek elején játszódik (A szövetséges kampány után az zárójelenetben az újságcikkek címlapján 1972. július 31. látható.) és az első szövetséges kampányának vége után veszi fel a fonalat. A Red Alerthez hasonlóan itt is a két szembenálló fél (szovjetek, szövetségesek) szemszögéből végigjátszható hadjáratokon van a fő hangsúly a többjátékos és skirmish játékmód mellett.
Egy évvel a megjelenése után érkezett a játékhoz egy kiegészítőlemez, a Command & Conquer: Yuri's Revenge. A játék zenéjét több korábbi Command & Conquer játékhoz hasonlóan Frank Klepacki szerezte.
A Red Alert 2 kritikai és anyagi sikereket is elért, a Metacritic oldalán 84 ponton, a GameRankingsen pedig 86%-on áll.

## Történet
A játékos két eltérő frakció kampánya közül választhat, hasonlóan az összes eddigi Command & Conquer játékhoz. Cselekményük több helyen is eltér egymástól, a kiegészítő viszont a szövetséges kampány történetét folytatja.
A Szovjetunió megpróbálta leigázni és irányítása alá vonni egész Európát, most azonban teljesen romokban hever. Vezérük Joszif Sztálin halott, hadseregük széthullott. A szövetségesek tartottak attól, hogy a Szovjetunió felbomlása további zavargásokat szül, ezért a hatalmat átadták Alexander Romanovnak (II. Miklós orosz cár egyik távoli rokona), remélve, hogy majd bábként a markukban tarthatják. Kezdetben együttműködik a szövetségesekkel, de ezzel párhuzamosan hozzálát serege építéséhez, amit honvédelmi szándékával indokol, de valójában az Egyesült Államok megszállását készíti elő.
Az Egyesült Államok haderejét teljesen váratlanul éri a támadás, a keleti és a nyugati part felől egyaránt érkeznek a szovjetek léghajói, ejtőernyős egységei, hadihajói és kétéltű járművei, illetve Mexikó felől, ahol nem sokkal korábban kommunista erők jutottak hatalomra, a szovjetek szárazföldi offenzívát indítanak. Az USA nukleáris megtorlást helyez kilátásba, azonban Yuri, Romanov legfőbb tanácsadója, átveszi az amerikai személyzet elméje fölött az irányítást és eléri, hogy a rakéták felrobbanjanak a silójukban. Néhány óra leforgása alatt a Vörös Hadsereg az ország jelentős részét elfoglalja. Az elnök, Michael Dugan szükségállapotot hirdet és Carville tábornokot, valamint a „Szellem” néven is ismert Parancsnokot (A szovjetektől kapta „The Ghost” becenevet– Az ő szemszögéből éli át az eseményeket a játékos.) bízza meg a válaszcsapás megszervezésével.

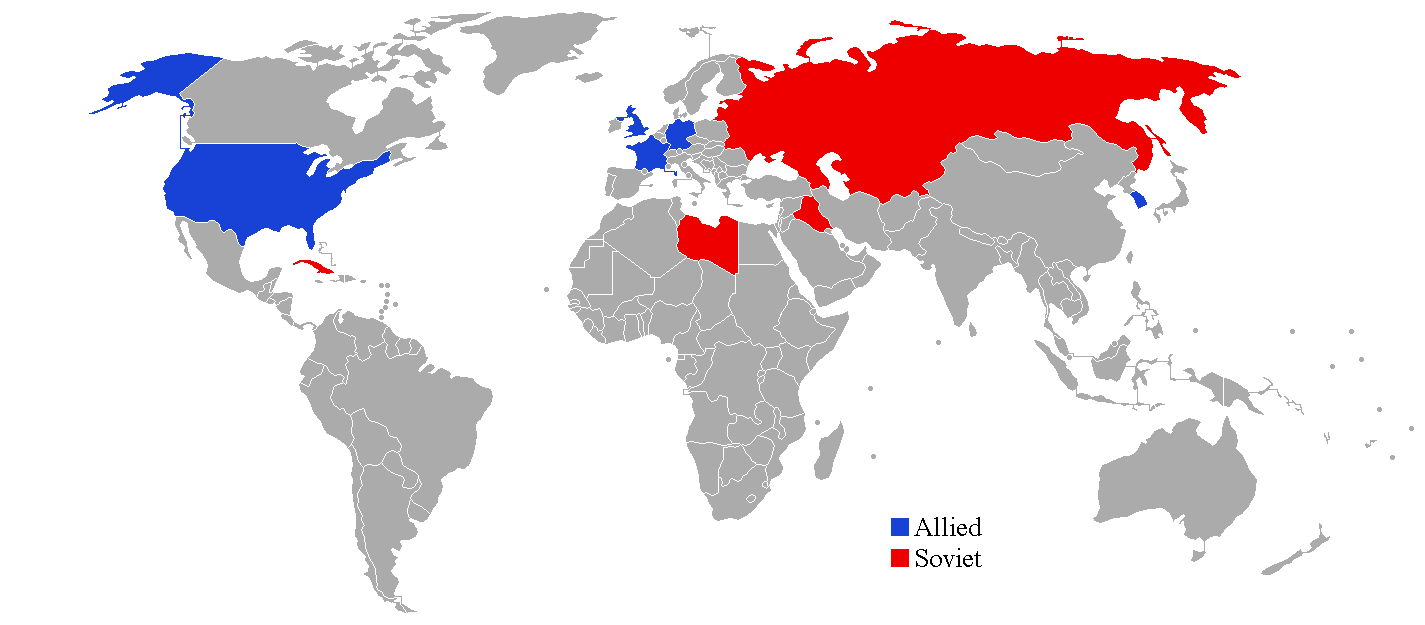
Kékkel a szövetséges nemzetek
Pirossal a szovjet nemzetek

### Szövetséges hadjárat
A történet kezdetén Tanya a különleges erők élén a megszállt New York városának felszabadítására törekszik. Az akció sikerrel járt, ezután a Parancsnok és Tanya Colorado Springs felé veszi az irányt, ami stratégiailag kiemelt jelentőséggel bír, hiszen itt található az Egyesült Államok Légierejének kiképzőbázisa, illetve egy légi bázis. Információt kapnak, hogy a fővárosban a szovjetek egy furcsa berendezést (Psychic Beacon) telepítettek, ami Yuri agymosó technológiáját használja és a szovjetek így az egész város felett átvették az irányítást. (Hatására a fővezérkar, Carville tábornok, illetve az elnök is megadta magát az ellenségnek.) A játékos elpusztítja a készüléket, így már nincs hatalma az ellenségnek a városban lévők tudata felett, azonban továbbra is erős a szovjet jelenlét, így a kormány és a hadvezetés székhelyét Kanadába helyezik át, ahol biztonságban vannak az agymosástól.
Az amerikai hírszerzés megerősíti azt az információt, miszerint Chicago városában a korábbi berendezés egy felerősített változatát (Psychic Amplifier) kívánják a szovjetek bevetni, ami a nem csak a város, de az egész ország fölött átvenné az irányítást. A Parancsnok irányítása alatt egy gyors támadást vezetnek a szövetségesek a város ellen és sikeresen elpusztítják az elme irányító gépet. A megszálló erők fővezére, Vladimir tábornok egy üzenetet küld, miszerint a hely már nincs többé hasznára és egy nukleáris rakétát küld a városra, ami ezáltal a földdé válik egyenlővé.
Tanácskozás indul meg a szövetséges hatalmak között (Németország, Egyesült Királyság, Franciaország), az európai hatalmak pedig beleegyeznek, hogy az Egyesült Államok számára egy mentőcsomagot állítsanak össze, cserébe viszont a Lengyelországban fellelhető atomrakéták elpusztítását kérik az amerikai féltől. Az elnök kiküld egy elit egységet a lengyel-szovjet határra, a silók megsemmisítése után pedig Németország vezető tudósa, Albert Einstein új technológiákat (Prism fegyverek, amik nagy-erősségű lézersugarakat alkalmaznak és bár sérülékenyek, rendkívüli pusztításra képesek.) ad az amerikaiak kezébe. Az európai támogatásának hála megkezdődhet a hadművelet, hogy a szovjetektől visszaszerezzék a Pentagont és Washington városát. Sikerrel járnak, azonban aggasztó hírek érkeznek, miszerint az ellenség Vladimir vezetésével Hawaii megtámadására készül, a Parancsnokot ezért Pearl Harborba vezénylik. A szigetek felől sikerül megállítani a támadást, azonban az USA helyzete továbbra is válságos, ugyanis St. Louisban egy újabb Psychic Beacon épült, ami megnehezíti a keleti és a nyugati parton történő hadműveletek összehangolását. A várost minimális civil áldozatok árán felszabadítják, és egyre több szovjet egység adja meg magát, a hírszerzés azonban figyelmezteti a játékost, hogy az ellenség a Yucatán-félszigeten található Tulumban Einstein technológiájának lemásolásával próbálkozik. Egy veterán Navy SEALs osztagot vezényelnek a helyszínre, akik sikeresen megsemmisítik az ott található bázist és így megvédik a szövetségesek technikai előnyét.
Carville tábornok tájékoztat, hogy Einstein Fekete-erdőben lapuló titkos kutatóintézetét nagy létszámú szovjet csapatok tervezik megrohamozni, így Németországba küldik a Parancsnokot a szövetséges haderő élén. A laboratóriumban található meg a professzor teleportáló berendezésének (Chronosphere) prototípusa, aminek segítségével a haderő a világ bármelyik pontjára gyorsan mozgósíthatóvá válna, így annak megvédése elsődleges feladat. A tábornok azonban amikor kilép az irodájából, áldozatául esik egy öngyilkos merénylőnek (Crazy Ivan). Einstein a játékos rendelkezésére bocsátja legújabb fejlesztését, a Mirage tankot, ami képes magát fának álcázni és az ellenséges gyalogság ellen a leginkább hatásos.
A küldetést követően a professzor megköszöni a segítséget és elmondja, hogy a berendezés működtetéséhez a megfelelő hely a Florida Keys nevű kis sziget, ami a kommunista befolyás alatt álló Kuba partjaitól néhány kilométerre található. Jelentős haderőt csoportosítanak át a sziget védelmére és ezzel párhuzamosan egy offenzíva indul el a Kubában található rakétasilók megsemmisítésére. Carville temetésén az elnök kiadja a parancsot Moszkva megtámadására. Miután a szövetséges haderő felszámolja a Kreml védelmére kirendelt Fekete Gárdát, Tanya elfogja Alexander Romanovot, a szovjetek pedig kapitulálnak.

### Szovjet hadjárat
A Parancsnok (Comrade General – Parancsnok elvtárs) tájékoztatást kap Zofia hadnagytól, illetve Alexander Romanov szovjet főtitkártól az inváziós tervekről, majd a Washingtont megszálló erők élére nevezik ki, ahol elpusztítja az Egyesült Államok hadvezetésének központját, a Pentagont. Ezután a Florida partjai felől indítanak hadműveleteket és egy fontos győzelmet aratnak az Egyesült Államok hadiflottája felett és az ott található hajógyárat elpusztítják. Vladimir tábornok hamar visszatér Moszkvába és a Vörös téren tartott ünnepségen a hadjárat hősnek kiáltják ki. (Annak ellenére, hogy a Parancsnok érdemei voltak ezek a győzelmek.) Ezalatt Yuri előkészítette a Psychic Beacont, amivel egy egész város felett képes átvenni az irányítást, és a játékosra bízza, hogy New York városában működésbe helyezze. A World Trade Center mellett lévő szövetséges kutatólaboratóriumot elfoglalva a helyén megépül a Psychic Beacon, és az amerikaiak kísérletet tesznek az elpusztítására, de kis idő múlva működésbe lép és az egész város a szovjetek mellé áll.
A növekvő kommunista befolyástól tartva a Koreai Köztársaság támadást indít Vlagyivosztok ellen, a Parancsnokra bízzák a védelem megszervezését, ezt követően egy ellentámadás során felmorzsolja a koreai haderőt, kormányuk pedig titokban békét kér a szovjetektől. Hírek érkeznek arról, hogy Franciaország és Németország csapatokat küld a lengyel határhoz, hogy segítsék az amerikai alakulatok hadműveletit a Szovjetunió ellen. Míg a francia sereg a határnál gyülekezik, a játékos azt a feladatot kapja, hogy egy kis létszámú haderő élén vonuljon be Párizsba. A tesla katonák segítségével az Eiffel-torony (a játékban "Paris Tower") feltöltődik és így lényegében egy óriási Tesla-tekercsként működik, ami elpusztítja a közelben lévő szövetséges haderőt. (A franciáktól a Parancsnok megkapja a „Butcher” becenevet.) Párizs romokban, az európai vezetők pedig inkább a saját országuk védelmükre szervezik át a hadsereget, ahelyett, hogy az USA támadóhadjáratában vennének részt.
Ez idő alatt Yuri egyre nagyobb befolyást szerez magának Moszkvában, azáltal, hogy Romanovon is alkalmazza telepatikus képességeit, végül pedig a főtitkár a teljes hadsereg irányítását is a kezébe adja, amivel feldühíti Vladimir tábornokot, aki megvádolja azzal, hogy elvette Romanov eszét, de Yuri nem törődik a vádaskodással és a játékost Hawaii inváziós erőinek élére állítja. A Parancsnok felszámolja az Egyesült Államok Csendes-óceáni flottáját és a támogatásukra érkező koreai erősítést, ezután a szovjet sereg könnyedén elfoglalja a környező szigeteket. A küldetés után Yuri tájékoztat, hogy Romanov nagyon rossz állapotban van és átveszi a helyét, hírszerzői pedig jelentették, hogy a szövetségesek egy teleportáló gépezetet (Chronosphere) építettek, amivel bárhová a világon eljuttathatják csapataikat és most az Urál hegység felől indítanak támadást egy szovjet kutatóbázis felé, amit mindenképpen meg kell védenie a játékosnak. (Az apokalipszis tank tervei is itt készültek.) Az amerikai haderő több hullámban támad és folyamatos utánpótlásuk érkezik a teleportáló technológiával, a Parancsnok azonban sikeresen visszaveri ezeket.
Yuri a küldetés után azt állítja, hogy Vladimir meggyilkolta Romanovot és ezért a játékost Washingtonba küldi, hogy elfogja árulót. Miután a Fehér Ház szovjet kézre kerül és Yuri agymosást alkalmaz Vladimiren, beavatja a játékost a következő tervébe: Az Egyesült Államok elnökének, Michael Dugannak az elméje fölött akarja átvenni az irányítást és így az egész amerikai kormány és haderő fölött befolyást szerezhetne. A texasi San Antonio városába Yuri két klónjának segítségével csapatot építhet a játékos, hogy végül az elnök felett megszerezze az irányítást.
A hírszerzés megtudja, hogy Einstein elkészített egy tömegpusztító fegyvert, ami képes az időjárás manipulálására és egy bizonyos területen pusztító vihart generálni. Miután a játékos elpusztította a berendezést, Yuri visszarendeli Moszkvába, hogy megköszönje fáradozásait, de valódi terve az, hogy elpusztítja, vagy pedig átveszi elméje felett az uralmat. Ezt megerősíti Zofia hadnagy üzenete is, aki lejátssza azt a kazettát, amit Romanov halála előtt készített. Ebből egyértelművé válik, hogy Yuri befolyása alatt áll és felszólítja a játékost, hogy akadályozza őt meg terveiben és szolgáltasson igazságot. Az összecsapás során a Parancsnok csapatai a Kreml épületét földig rombolják és Yurit is halottnak hiszik. Yuri dokumentumaiból kiderül, hogy a szövetségeseknek még van egy utolsó reményük, a teleportáló berendezés Alaszkában, amivel egy végső hadműveletet terveztek indítani a Szovjetunió ellen. A játékos a Bering-szorosnál kiépít egy harcállást, majd elpusztítja a környező szövetséges csapatokat és a teleportot egyaránt. A Parancsnok így a Szovjetunió főtitkárává lépett elő és az átvezető videókon látható, ahogy seregei a világ számos pontján (London, Párizs) felvonulnak, majd a záró képsorokon Yuri folyadéktartályban eltárolt agya látható és telepatikus üzenetet küld a játékosnak: “It would have been good to see inside your mind, General. I may still get the chance...” („Nagyszerű lett volna az elméjébe tekinteni, Parancsnok. De lehet, hogy még mindig meg van erre a lehetőségem...”)

## Szereplők
Főbb szereplők:
- Ray Wise - President Dugan
- Udo Kier - Yuri
- Barry Corbin - General Carvill
- Kari Wührer - Agent Tanya
- Nicholas Worth - Premier Romanov
- Athena Massey - Lieutenant Eva

A játék egyik főszereplője, Yuri.

- Aleksandra Kaniak - Lieutenant Zofia
- Adam Greggor - General Vladimir
- Larry Gelmanas - Dr. Einstein

Mellékszereplők:
- Frank Bruynbroek -  Réne Lyon francia tábornok
- Stuart Nesbit - német kancellár
- Kerry Michaels - brit miniszterelnök
- Richard Narita - dél-koreai admirális

## Játékmenet

A szovjet hadsereg elfoglalja New York városát.

A játékos legfőbb feladata a pénz megszerzése lesz, ugyanis minden további tevékenység ehhez kapcsolódik. Alapjában véve erre az ércgyűjtő járművek szolgálnak, amik miután elérték a maximális kapacitást, visszatértnek a finomítóba. További lehetőség az olajfúró tornyok elfoglalása egy mérnök segítségével, illetve egyes pályákon fellelhetőek utánpótlás ládák, amikből pénz, vagy a harcegységek számára előléptetés szerezhető, esetleg az épületek eladásával is növelhető a tőke. (Ez főleg akkor hasznos, ha a játékos képes az ellenséges bázisra egy mérnököt juttatni, vagy lehetetlen helyzetbe kerül és az ellenség amúgy is lerombolná az épületet.) A szövetségesek számára egy másik lehetőség, hogy egy kémet küldenek az ellenség finomítójába és pénzének fele így a játékoshoz kerül. A pénz épületek és egységek vásárlására, illetve javítására költhető. Mindkét esetben szüneteltethető a gyártás folyamata (a pénz nem egyszerre kerül kifizetésre), hogyha már kevés tartalék maradna a játékos számára.
A játékban öt fajta gyártósor különböztethető meg: Construction Yard (Főépület, itt gyártható le a többi építmény.), Barracks (Barakk, a gyalogság kiképzésére szolgál.), War Factory (Járművek gyártására.), Shipyard (Hajógyár, vízi egységek létrehozására.), valamint a szövetségeseknek az Air Force Command (Légi bázis, Harrier vagy Black Eagle bombázók.).
A szovjet illetve szövetséges hatalmak egyes nemzetei eltérő erősségekkel (ez lehet egy különleges egység, épület vagy egyéb képesség) rendelkeznek. (Ennek bevezetése újdonság a Red Alert első részéhez képest.) Ezzel jelentősen változást hozott a skirmish játékmenetében, új taktikákra nyílt lehetőség.
Másik jelentős változás, hogy a korábbi C&C játékokkal ellentétben a játékos ezúttal nem választhatja ki a következő küldetését, hanem egy rövid összefoglaló lesz a töltőképernyőn, ami a soron következő pálya körülményeiről tájékoztat.

### Egyensúly

A szovjetek egyik szuperfegyvere a nukleáris rakéta.

A korábbi Command & Conquer részekhez hasonlóan a Red Alert 2 játékban is két frakció található, mindkettő egyedi épületekkel és egységekkel, erősségekkel és gyengeségekkel. A győzelem eléréséhez kulcsfontosságú ismerni az aktuális ellenfél gyengeségét, amit a játékos ki tud használni.
Alapjában véve elmondható, hogy a szovjet oldal a játék elején erősebb az ellenfeleihez képest, mivel fejlett és erős tankokkal gyors lerohanó támadást (rush taktika – ezt főleg az online küzdelmeknél használják) lehet alkalmazni az ellenfelen, akinek még nincs ez ellen kiépített védelme. A szövetségesek azonban, ha egyszer felépítették védelmüket és a küzdelem elhúzódik, könnyen felé kerekedhetnek a szovjeteknek. (Vízi egységeik fejlettebbek, gyors csapásmérő légi egységekkel rendelkeznek, valamint a költséges és hosszú kutatásokat megvalósítva sokkal erősebb haderőt képviselnek.) Ha egy pálya kisebb vagy a játékos a rush taktikát kedveli, akkor a szovjetek vannak előnyben, ellenkező esetben, ha nagyobb térképen folyik a küzdelem és könnyű érchez jutni, akkor a szövetségesek kiépíthetik a védelmüket, ami az orosz technikánál sokkal fejlettebb és fölénybe kerülhetnek.

### Egyjátékos mód
Egyjátékos módban a szovjet és a szövetséges kampány mellett egy rövid, két küldetésből álló oktatómód kapott helyet (Boot Camp), amit elvégezve a játékos a szövetséges kampány folytathatja. A másik két hadjárat egyenként 12-12 küldetéssel rendelkezik, amiben egy, vagy akár több mesterséges intelligencia által vezérelt ellenfél felett kell győzelmet aratni. Néha csak egyszerűen egy adott területet kell az ellenfelektől megtisztítani, máskor konkrétabb célkitűzések is vannak, például elfoglalni/elpusztítani/megvédeni egy kijelölt építményt. Bár cselekményükben eltérnek a kampányok az alapok mégis hasonlóak. A játékos jellemzően egy kis bázist irányít kezdetben, ami csak korlátozott fejlesztési lehetőségekkel rendelkezik és a védelem kiépítése, majd egy elsöprő erejű támadás levezénylése a fő feladat; az ellenfél pedig gyakorlatilag végtelen pénzzel és gyártókapacitással bír.
Skirmish módban úgy lehet kihívni a gépi ellenfelet, hogy a feltételeket a játékos állítja be. (Hány fél küzdhet, milyen pályán, csapatok elosztása, a játék sebessége, tömegpusztító fegyverek engedélyezése, kezdőtőke.) Itt nincsen más cél, csak az ellenség totális megsemmisítése.

### Többjátékos mód
A Red Alert 2 Helyi hálózaton (LAN – Ebben az esetben skirmish pályákon lehet egy valódi játékossal megküzdeni, internetkapcsolat használata nélkül.) és interneten keresztül is játszható. Az online játékban chat szolgáltatás mellett kupasorozatok, privát és publikus mérkőzések és ranked játékmód volt elérhető. 2005-ben a Red Alert 2 és néhány korábbi C&C játék többjátékos szolgáltatásának üzemeltetését az EA-tól a XWIS vette át.

## Fogadtatás
| Összegzőoldal | Értékelés |
| ------------- | --------- |
| GameRankings  | 86%       |
| Metacritic    | 84/100    |

| Szerző    | Értékelés |
| --------- | --------- |
| Eurogamer | 9/10      |
| GameSpot  | 8,5/10    |
| GameSpy   | 80/100    |
| IGN       | 9,3/10    |
| PC Guru   | 95/100    |

A Red Alert 2 számos pozitív kritikát kapott, az IGN kiemelkedőnek nevezte, a GamePro szerkesztősége „Az év stratégiájának” választották: „Bár nem a leginnovatívabb játék, mégis a jól kidolgozott játékmenet és az alternatív történet miatt a Red Alert 2 a legjobb valós idejű stratégiai játék a StarCraft megjelenése óta.”
A játékot ugyan nem nevezték újszerűnek és nem is hozott gyökeres változtatásokat a műfajában, a végletekig csiszolt játékmenetnek és az egyedi, élőszereplős átvezetó animációknak hála több pozitív visszajelzést kapott. (Legtöbbször ugyanis a játék motorjával szokták ezeket elkészíteni.)
A PC Guru rövid összefoglalója szerint a játékot a kiforrott kezelhetőség, a számos remek, új egység és a kiegyenlített ellenfelek jellemzik. A tesztben kiemelték az átvezető jelenetek minőségének javulását, valamint a sok fejlődésen keresztülment többjátékos lehetőségeket, ami sok új játékmóddal bővült. A pozitívumokhoz sorolták a vízi hadviselés megjelenését és a szórakoztató légkört, amit a színészi játék és a remek hangulatot teremtő zenék alapoznak meg. Negatívan értékelték a sablonos történetet és a kevés éjszakai küldetést.

## Eladási számok
Az Amerikai Egyesült Államokban a Red Alert 2 első helyen debütált a PC Data eladási listájának október 22-28 közötti időszakában. Pozícióját a következő héten is megtartotta, így a rövid idő ellenére a hónap 9. legeladottabb játéka lett. A játék a 2000. év végén 10 héten át folyamatosan szerepelt a cég top 10-es listáján az 1. és a 7. hely között. A Red Alert 2 év végéig mintegy 334 400 példányban kelt el 13 200 000 dollár értékben. A PC Data elemzése szerint az USA 13. legeladottabb játéka volt 2000-ben, míg a következő évben 388 893 eladott példánnyal és15 000 000 dollárral a 14. helyen végzett.
2006 augusztusáig 810 000 kópia kelt el az Egyesült Államokban 26 900 000 dollár értékben, ezzel a 2000 januárja óta eltelt időszak 11. legnépszerűbb játéka lett.  A teljes Command & Conquer-széria a Red Alert 2-t is beleszámítva 4 300 000 eladott példánnyal büszkélkedhetett az azonos időszakban. A játék Platinum minősítést kapott az ELSPA részéről, mivel az Egyesült Királyságban legalább 300 000 darab kelt el belőle.
A német piacon a Red Alert 2 kereskedelmi sikere már előre várható volt. Martin Schnelle, a PC Player újságírója úgy vélte, hogy ez lehet a 2000-es ünnepi szezon legnépszerűbb játéka. A program 1. helyen nyitott a Media Control számítógépes játékainak értékesítési rangsorában 2000 októberében, és a következő hónapban is megtartotta ezt a helyezést. A Verband der Unterhaltungssoftware Deutschland (VUD) november végén Arany minősítést adott a Red Alert 2-nek, amelyből addig legalább 100 000 darab kelt el Németországban, Ausztriában és Svájcban. A decemberi 4. hely megszerzése után a játék 2001 februárjáig a Media Control listáján a  top 10-ben, márciusig pedig a legjobb 14 között maradt. A játékból májusig nagyjából 180 000 darabot adtak el német nyelvterületen, ezzel a számmal az EA is igen elégedett volt.

## Modok
A Red Alert 2 nagy népszerűségnek örvendett a modkészítő közösség köreiben. Az ra2.mix konfigurációs fájlban egy elrejtett rules.ini nevű fájl található. Ezt az XCC mixer programmal ki lehet csomagolni és ezután szerkeszteni. A modósítása nagyon egyszerű volt és nem igényelt különösebb programozói ismereteket. Olyan értékeket lehet beállítani vele, mint az egységek erőssége vagy az életerejük, de teljesen újak létrehozására is lehetőség nyílt. Az art.ini és ai.ini módosításával például le lehetett cserélni az építményeket ábrázoló ikonokat, illetve a gépi intelligánciát is módosítani lehetett. A Westwood vagy az EA hivatalosan nem támogatta ezeket a törekvésket, de számos weboldal található erre vonatkozóan leírásokkal és tippekkel.
A FinalAlert neveztő programmal egyedi pályákat készíthetett a játékos. Számos változáson ment keresztül, az első változatot Wiener tervezte, majd a FinalAlert 2-ben már a játékot fejlesztő Westwood Studios is közreműködött, majd a kiegészítő megjelenésével érkezett a FinalAlert 2 Yuri's Revenge. (Ez az utolsó hivatalos változat.) Wiener később kiadott egy módosított verziót, ami néhány hibát javított, de újításokat is tartalmazott.
Ezenkívül a rajongók számos egyedi küldetést is készítettek a program segítségével, kiegészítve a Red Alert 2 és a Yuri's Revenge történetét.